# Klemunan
Klemunan is een bestuurslaag in het regentschap Blitar van de provincie Oost-Java, Indonesië. Klemunan telt 3966 inwoners (volkstelling 2010).